# Biển Irminger
Biển Irminger là một biển ven ở Đại Tây Dương. Biển được đặt tên theo tên Phó Đô đốc người Đan Mạch Carl Ludvig Christian Irminger (1802–1888), và cũng là tên cho Irminger Current.